# Hettash Island
Hettash Island är en ö i Kanada.   Den ligger i territoriet Nunavut, i den östra delen av landet, 1 800 km nordost om huvudstaden Ottawa. Arean är 0,60 kvadratkilometer.
Terrängen på Hettash Island är platt. Öns högsta punkt är 33 meter över havet. Den sträcker sig 0,8 kilometer i nord-sydlig riktning, och 1,1 kilometer i öst-västlig riktning.
Trakten runt Hettash Island består i huvudsak av gräsmarker. Trakten runt Hettash Island är nära nog obefolkad, med mindre än två invånare per kvadratkilometer.